# Coeficient d'atenuació

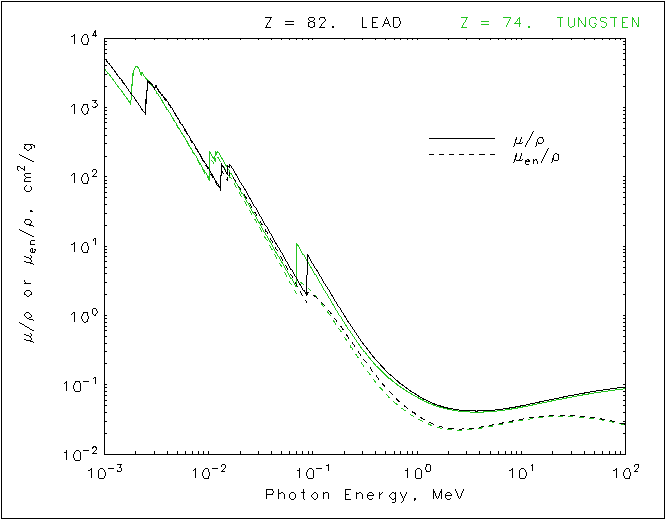
Aquest és un gràfic de comparació, que mostra com un gram de tungstè atenua la radiació en comparació amb un gram de plom. L'eix horitzontal descriu l'energia per fotó, que és inversament proporcional a la longitud d'ona, i l'eix vertical l'atenuació per longitud de penetració.

Coeficient d'atenuació de la massa del ferro amb contribucions fonts d'atenuació.

El coeficient d'atenuació lineal, el coeficient d'atenuació o el coeficient d'atenuació de feix estret caracteritza la facilitat amb què un volum de material pot ser penetrat per un feix de llum, so, partícules o una altra energia o matèria. Un valor del coeficient que és gran representa un feix que s'atenua a mesura que passa per un medi determinat, mentre que un valor petit representa que el medi va tenir poc efecte sobre la pèrdua. La unitat SI del coeficient d'atenuació és el metre recíproc (m−1). El coeficient d'extinció és un altre terme per a aquesta quantitat, utilitzat sovint en meteorologia i climatologia. Més comunament, la quantitat mesura la decadència exponencial de la intensitat, és a dir, el valor de la distància de plegament en e cap avall de la intensitat original a mesura que l'energia de la intensitat passa per una unitat (per exemple, un metre) de gruix de material, de manera que una atenuació coeficient d'1 m−1 significa que després de passar 1 metre, la radiació es reduirà en un factor de e, i per a material amb un coeficient de 2 m−1, es reduirà dues vegades per e, o e2. Altres mesures poden utilitzar un factor diferent de e, com ara el coeficient d'atenuació decàdic a continuació. El coeficient d'atenuació de feix ample compta la radiació dispersa cap endavant com a transmesa en lloc de atenuada, i és més aplicable a la protecció contra la radiació.

## Visió general
El coeficient d'atenuació descriu fins a quin punt el flux radiant d'un feix es redueix a mesura que passa per un material específic. S'utilitza en el context de:
- Raigs X o raigs gamma, on es denota μ i es mesura en cm−1;
- neutrons i reactors nuclears, on s'anomena secció transversal macroscòpica (encara que en realitat no és una secció dimensionalment parlant), denotada Σ i mesurada en m−1;
- atenuació d'ultrasons, on es denota α i es mesura en dB ⋅cm−1 ⋅MHz−1;
- acústica per caracteritzar la distribució de la mida de les partícules, on es denota α i es mesura en m−1.

El coeficient d'atenuació s'anomena "coeficient d'extinció" en el context de
- transferència radiativa solar i infraroja a l'atmosfera, encara que normalment es denota amb un altre símbol (donat l'ús estàndard de μ = cos θ per a camins inclinats);

Un coeficient d'atenuació petit indica que el material en qüestió és relativament transparent, mentre que un valor més gran indica majors graus d'opacitat. El coeficient d'atenuació depèn del tipus de material i de l'energia de la radiació. Generalment, per a la radiació electromagnètica, com més gran sigui l'energia dels fotons incidents i com menys dens sigui el material en qüestió, menor serà el coeficient d'atenuació corresponent.

## Definició matemàtica
El coeficient d'atenuació d'un volum, denotat μ, es defineix com
{\displaystyle \mu =-{\frac {1}{\Phi _{\mathrm {e} }}}{\frac {\mathrm {d} \Phi _{\mathrm {e} }}{\mathrm {d} z}},}
on
- Φ e és el flux radiant;
- z és la longitud del camí del feix.